# Edward Laemmle
Edward Laemmle (Chicago, 25 ottobre 1887 – Los Angeles, 2 aprile 1937) è stato un regista e produttore cinematografico statunitense era nipote di Carl Laemmle, il fondatore dell'Universal. Era fratellastro di Carla Laemmle, nota danzatrice e attrice, e fratello del regista Ernst Laemmle.
Regista di genere, girò nella sua carriera che durò una quindicina di anni, oltre a sessanta film, tra lungometraggi, cortometraggi, serial cinematografici.

## Filmografia
- Cinders - cortometraggio (1920)
- Winners of the West
- Il romanzo di un gentleman boxeur (The Leather Pushers) - serial cinematografico (1922)
- Top o' the Morning (1922)
- Buffalo Bill (In the Days of Buffalo Bill) - serial cinematografico (1922)
- A Race for a Father - cortometraggio (1922)
- The Oregon Trail - serial cinematografico (1923)
- The Victor (1923)
- The Man in Blue
- A Woman's Faith (1925)
- Spook Ranch (1925)
- L'allarme del fuoco (The Still Alarm) (1926)
- The Whole Town's Talking (1926)
- Hey! Hey! Cowboy, co-regia di Lynn Reynolds (1927)
- The 13th Juror (1927)
- Cheating Cheaters (1927)
- Man, Woman and Wife (1929)
- The Drake Case (1929)
- La sposa di Santa Cruz (Lasca of the Rio Grande) (1931)
- The Texas Bad Man (1932)
- Embarrassing Moments (1934)
- A Notorious Gentleman (1935)